# Toti Dal Monte
Toti Dal Monte (de son vrai nom Antonietta Minighelli, née à Mogliano Veneto le 27 juin 1893 et morte à Trévise le 26 janvier 1975) est une soprano italienne.

## Biographie
Toti Dal Monte étudie avec Barbara Marchisio (qui fut elle-même élève de Rossini) et débute à La Scala de Milan en 1916, dans de petits rôles, puis suit des études complémentaires avec Antonio Pini-Corsi. Elle chante alors en province les rôles de sopranos légers et lyriques, et entreprend une importante tournée en Amérique du Sud.
En 1922, Arturo Toscanini la choisit pour chanter Gilda de Rigoletto à La Scala, le triomphe est tel qu'elle décide de se consacrer exclusivement au répertoire de soprano léger (Rosine, Amina, Lucia, Linda, etc). Devenue soprano vedette de La Scala, elle chante aussi à Rome et Naples avec grand succès, et entame une carrière internationale, avec des débuts à Paris, Chicago, New York en la seule année 1924, puis Londres l'année suivante, Vienne, Berlin, etc., et participe à de nombreuses tournées avec La Scala (1928-35) qui la mène en Russie, Argentine, Australie, Japon, Chine.
Au fil des ans, elle ajoute à son répertoire les rôles de Violetta, Mimi, et même Madame Butterfly, dont elle laisse un enregistrement (1939) désormais légendaire aux côtés de Beniamino Gigli. Elle quitte la scène en 1943, et se consacre d'abord au théâtre parlé, puis à l'enseignement, parmi ses élèves, la soprano américaine Gianna D'Angelo.
Dal Monte possédait une voix pure et pénétrante, capable de colorations très variées et aux inflexions presque enfantines, elle fut l'une des plus fameuses Lucia de la période avant Maria Callas.
Elle était mariée au ténor Enzo De Muro Lomanto (it), et a publié son autobiographie « Una voce nel mondo », en 1961.
Sa fille Marina Dolfin est une actrice active des années 1950 à 1980.

## Sources
- Harold Rosenthal, John Warrack, Roland Mancini et Jean-Jacques Rouveroux, Guide de l'opéra, Paris, Fayard, coll. « Les indispensables de la musique », 1995, 968 p. (ISBN 978-2-213-59567-2)